# Fjalar
Fjalar ist ein  männlicher Vorname.

## Herkunft und Bedeutung
Fjalar ist ein isländischer, finnischer und schwedischer Vorname. Der Name ist eine moderne Variante des altnordischen Namens Fjalarr. Die Bedeutung ist unklar, drei Möglichkeiten werden diskutiert: so könnte der Name von altnordisch fela „verstecken“ abgeleitet sein; oder es besteht eine Verwandtschaft mit dem modernen norwegischen Wort fjela „spähen, beobachten“; zuletzt ist auch eine Ableitung von altnordisch fjǫl- mit der Bedeutung „viel, mannigfaltig, vielfältig“ möglich.
Der Name Fjalar gehörte 2012 nicht zu den hundert beliebtesten Namen in Island.
Fjalar ist der Name eines Zwerges sowie eines Sohnes des Feuerriesen Surtr aus der nordischen Mythologie.

## Namensträger
- Fjalar Þorgeirsson (* 1977), isländischer Fußballtorhüter